# Mirovna konferenca na Staten Islandu
sličica|300px|Gravura avtorja Alonzo Chappela, ki prikazuje konferenco.
Mirovna konferenca na Staten Islandu je bila kratka neformalna diplomatska konferenca med predstavniki britanske krone in njenih uporniških severnoameriških kolonij v upanju, da se bo hitro končala nastajajoča ameriška revolucija. Konferenca je potekala 11. septembra 1776, nekaj dni potem, ko so Britanci zavzeli Long Island in manj kot tri mesece po formalni ameriški deklaraciji o neodvisnosti. Konferenca je potekala v dvorcu Billop, rezidenci lojalističnega polkovnika Christopherja Billopa, na Staten Islandu, New York. Udeleženci so bili britanski admiral lord Richard Howe in člani Drugega celinskega kongresa John Adams, Benjamin Franklin in Edward Rutledge.
Ko je bil lord Howe imenovan za poveljnika britanskih kopenskih sil v kolonijah, je iskal oblast za mirno rešitev konflikta. Vendar je bila njegova pogajalska moč že po načrtih izjemno omejena, zaradi česar je bila kongresna delegacija pesimistična glede skrajšane resolucije. Američani so vztrajali pri priznanju njihove nedavno razglašene neodvisnosti, česar Howe ni mogel odobriti. Po samo treh urah so se delegati umaknili, Britanci pa so nadaljevali svojo vojaško kampanjo za nadzor nad New York Cityjem.